# Val des Vignes
Val des Vignes – gmina we Francji, w regionie Nowa Akwitania, w departamencie Charente. Została utworzona 1 stycznia 2016 roku z połączenia czterech wcześniejszych gmin: Aubeville, Jurignac, Mainfonds oraz Péreuil. Siedzibą gminy została miejscowość Jurignac. W 2013 roku populacja wyżej wymienionych gmin wynosiła 1375 mieszkańców.